# Teatrul de Păpuși „Puck”
Teatrul de Păpuși „Puck” este un teatru de păpuși fondat în anul 1950 la Cluj.

## Istoric
Cotidianul Lupta Ardealului a menționat în ediția din 18 martie 1948 inițiativa unui proiect pentru înființarea unui Teatru de Copii și de Păpuși, cu activitate continuă și două secții: română și maghiară.
Proiectul nu s-a materializat în totalitate: în mai 1948 a luat ființă Teatrul de Păpuși ”Păcală” (Lúdas Matyi Bábszínház), tutelat de Sindicatul Mixt al Artiștilor, Scriitorilor și Ziariștilor care, neavând sală proprie, a dat reprezentații numai în școli, grădinițe și cămine.
În 31 martie 1949 s-a repartizat Teatrului de Păpuși spațiul de pe strada 23 August (în prezent I. C. Brătianu), nr. 23, o fostă prăvălie și o magazie dezafectată, iar conducerea a fost preluată de Edit Andrási Fischer în perioada de început a teatrului. Direcția Teatrelor și Muzicii acordă Sindicatulului Mixt de Artiști, Scriitori, Ziariști din Cluj autorizație provizorie de funcționare Teatrului de Păpuși ”Păcală”, din 4 mai 1949 până la 30 septembrie 1949.
În aer plutea ideea înființării unui teatru de păpuși profesionist, alături de celelalte instituții de cultură din oraș. În Transilvania au existat însă păpușari ambulanți, cum a fost Sebestyén Lajos, care a dat spectacole în limba română și maghiară pe tot cuprinsul țării, iar între 1950-1952 a fost actor mânuitor al teatrului proaspăt înființat. 
Data oficială a inaugurării Teatrului de Păpuși de Stat din Cluj apare în unele acte 4 februarie, în altele 5 februarie 1950. La deschidere cele două secții au prezentat câte un spectacol. Presa a consemnat evenimentul, afimând că ”Teatrul de Păpuși din localitate se va bucura în curând de mare popularitate în rândul copiilor și tineretului din orașul nostru”.
Un spirit ce a contribuit la nașterea și formarea Teatrului de Păpuși din Cluj a fost Ildikó Kovács⁠(hu)[traduceți], care a devenit mentorul și animatorul celor două secții vreme de mai bine de 30 de ani.
Spectacole de referință ale celor două secții au fost, între multe altele Visul unei nopți de vară, Ubu Rege, Sînziana și Pepelea, Văduva Karnyo, Elefănțelul curios, Motanul încălțat, Tinerețe fără bătrânețe și viață fără de moarte, Cenușăreasa, Albă ca Zăpada, Frumoasa domniță trestie, Ursulețul Winnie Pooh.
Începând cu anul 2002 Teatrul „Puck” este gazda unui important festival internațional de gen din România. Festivalul Internațional „Puck” Arhivat în 20 decembrie 2019, la Wayback Machine. are ca obiectiv racordarea la circuitul UNIMA internațional și conectarea la rețelele festivalurilor de ținută din Europa.
In anul 2017 a avut loc prima ediție a Festivalului Stradal WonderPuck, un eveniment anual adresat publicului larg, reunind teatrul, muzica, dansul, arta vizuală și artizanală.

## Directori
- Edit Andrási Fischer (1949–1950)
- Erzsébet Negulescu Surányi (1950–1955)
- Dan Vasilen (1955–1977)
- Mircea Ghițulescu (1977–1980)
- Nicoleta Brad (1980–1990)
- Mircea Ghițulescu (1990)
- Diana Cosma (1990–1994)
- Tudor Chirilă (1994–1997)
- Petru Poantă (1997)
- Marcel Mureșeanu (1997–2001)
- Traian Savinescu (2001–2005)
- Mona Chirilă Marian (2005–2013)
- Emanuiel-Simion Mureșan-Petran (2013-2021)